# Prijestolonasljednica (epizoda)
Prijestolonasljednica (engl. The Dauphin), deseta epizoda druge sezone američke znanstveno-fantastične serije Zvjezdane staze: Nova generacija. 

## Radnja
Enterprise je zadužen za pratnju mlade djevojčice i njezine skrbnice s planeta Klavdia III, gdje su živjeli skoro cijeli djevojčičin život, na planet Daled IV, kojim od rođenja treba vladati.

Šesnaestogodišnja Salia ima slučajan susret s Wesleyjem Crusherom, te se odmah sprijatelji s njim unatoč negodovanju njene skrbnice Ayne. Nakon kratke ljubavne lekcije od strane Guinan i Rikera, nervozni Wesley pozove Saliu u svoju sobu, gdje ju upozna s blagodatima thalianske čokoladne pjene. Istovremeno, Troi je zabrinuta zbog emocija koje osjeća kod novih putnika.
U međuvremenu, tijekom obilaska brodske bolnice, Anya otkriva zaraženog pacijenta na brodu i zahtjeva da se odmah ubije. Kada nitko ništa ne želi napraviti, Anya se pretvori u podivljalo čudovište s namjerom da ubije pacijenta. Worf jedva uspije odbiti napad čudovišta prije dolaska osiguranja. Doktorica Pulaski sumnja da su putnici alasomorfi, rasa koja posjeduje sposobnost da se pretvori u druge oblike života. Kako ne bi dalje provocirao Anyu, Picard naredi Wesleyju da se drži podalje od Salie.
Oglušivši se na Anyine zapovijedi, Salia se ušulja u Wesleyjevu sobu gdje razmjeni par poljubaca s mladim zastavnikom. Kada se ljuto čudovište iznenada pojavi, Salia se također pretvori u još opakije čudovište, što dovede do sukoba između djevojke i skrbnika. Nakon što se pretvore natrag u svoje humanoidne oblike, Wesley ostane šokiran otkrićem da djevojka njegovih snova nije ono što je on mislio da jest.
Pri kraju puta, Salia se pokušava ispričati Wesleyju zbog boli koju mu je možda nanijela, ali njene isprike naiđu na ravnodušnost. Govoreći Wesleyju da ga voli, Salia krene prema sobi za teleportaciju. Kada Wesley shvati svoje prave osjećaje, brzo dpđe u sobu za teleportaciju noseći zdjelu tholianske čokoladne pjene baš u trenutku kada se Salia trebala teleportirati na Daled IV. Zajedno podijele zadnji okus i dug zagrljaj prije no što se pozdrave.

## Vanjske poveznice
- Prijestolonasljednica na startrek.com  Arhivirana inačica izvorne stranice od 3. kolovoza 2009. (Wayback Machine)